# Meathole
Albums de Venetian Snares
Rossz Csillag Alatt Született
(2005) Cavalcade of Glee and Dadaist Happy Hardcore Pom Poms
(2006)
Meathole est un album studio de breakcore commercialisé le 22 août 2005, composé par Venetian Snares au label discographique Planet Mu,,. Le titre Contain contient des échantillons sonores du film Star Wars, épisode II : L'Attaque des clones. Le titre Aaperture contient un échantillonnage du film Photo Obsession (2002),. Des Plaines présente un échantillon du titre I Am the Poison de Nurse With Wound.

## Liste des pistes
Format CD
1. Aanguish – 4:42
2. Choprite  – 5:39
3. Contain (featuring SKM-ETR) – 6:23
4. Aamelotasis – 5:49
5. Des Plaines – 7:12
6. Sinthasomphone – 8:40
7. Aaperture – 6:17
8. Szycag – 9:52

Meathole est commercialisé sous formats CD, et double-disques microsillons ; pour ce dernier, les pistes sont identiques, bien qu'elles ne soient pas dans le même ordre,.

## Accueil
L'album est bien accueilli par la presse spécialisée. Sur Tiny Mixtapes, il est accueilli avec une note de 4 sur 5 : « la production est évidemment plus riche et l'exécution de chaque piste est beaucoup plus complexe et travaillée, mais la date exacte d'enregistrement aurait eu lieu, selon les rumeurs, à la même période ou avant la sortie de Higgins Ultra Low Track Glue Funk Hits. » Tim O'Neil, du site PopMatters, lui attribue une note générale de 8 sur 10 : « Tout au long de l'album, le spectre malveillant et désagréable est constamment présent. Des thèmes apparemment innocents sont exploités pour créer des juxtapositions trashes entre ce qu'on attend et ce qu'on craint. » Néanmoins, selon STNT, l'album « n'est pas si nouveau que ça puisqu'il a été enregistré en 2003 entre Chocolate Wheelchair et Huge Chrome Cylinder, voilà qui est noté... »